# Dr. Oetker
Dr. Oetker GmbH är en internationellt verksam tysk livsmedelskoncern med säte i Bielefeld. Företaget ingår i Dr. August Oetker KG (Oetker-Gruppe). Dr. Oetker grundades av Dr. August Oetker som i början av 1890-talet experimenterade med att vidareutveckla bakpulver vilket blev grunden till Oetker-industrin. Koncernen har sedan starten utvidgat sortimentet och har idag en rad olika produkter på livsmedelsmarknaden.

## Historia

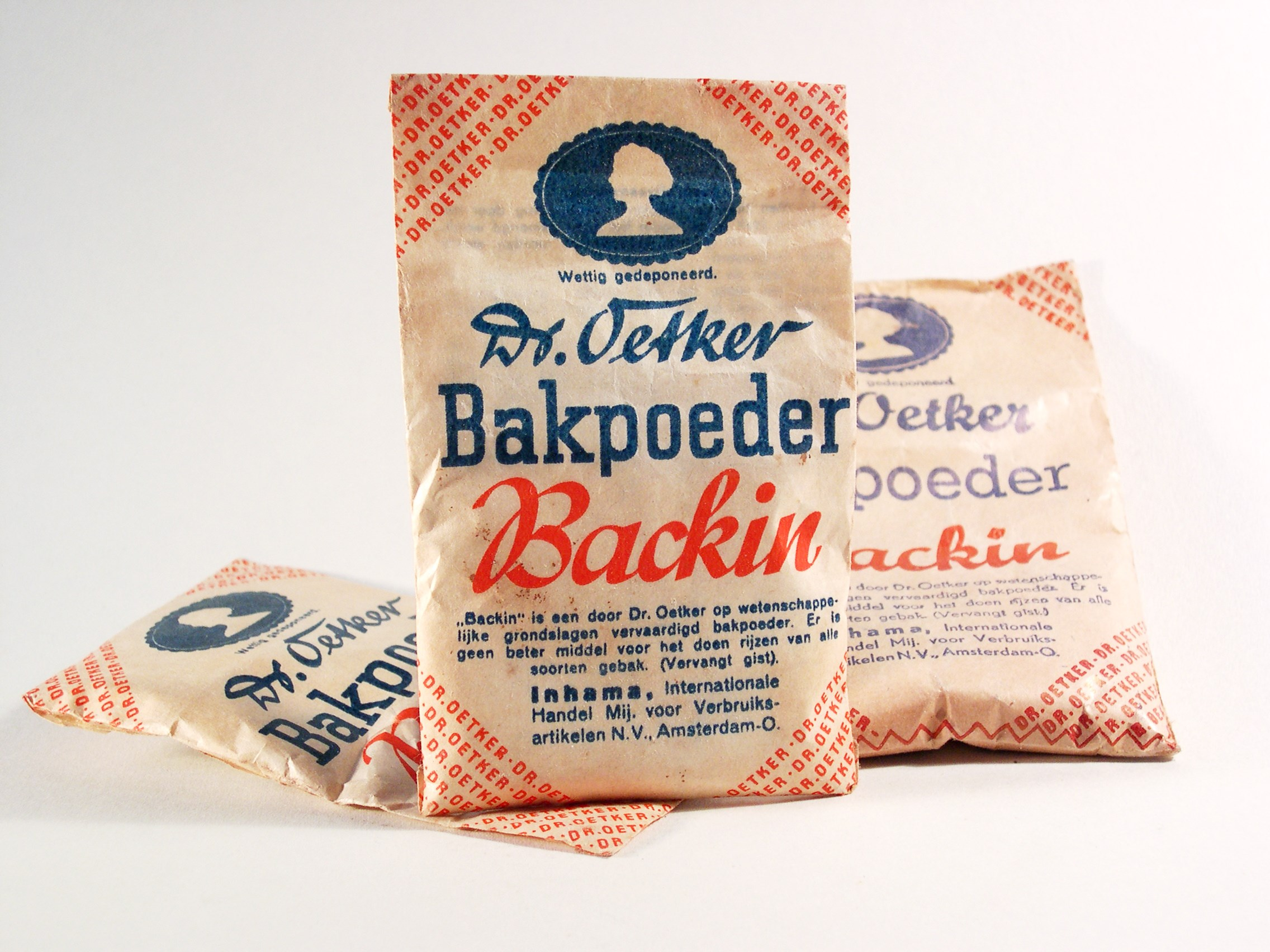
Bakpulver från Dr. Oetker.

Oetker-gruppen är skapad ur apoteket Aschoff'schen Apotheke som August Oetker tog över i Bielefeld 1891. Här vidareutvecklade August Oetker bakpulvret och kunde framgångsrikt marknadsföra det. Framgången låg i att Oetker portionerade bakpulvret i små påsar. Oetker utvecklade sedan bl.a. puddingpulver. Richard Kaselowsky kom in som ledare i företaget genom sitt giftermål med Ida Oetker. Under hans ledning växte företaget genom expansion i Tyskland och grannländerna. Kaselowsky var även styrelsemedlem i Hamburg Süd och Deutsche Bank. Kaselowsky blev medlem i nazistpartiet 1933. Efter att Kaselowsky omkommit under ett bombanfall mot Bielefeld 1944 togs ledningen av företaget över av Rudolf-August Oetker.
Rudolf-August Oetker, barnbarn till August Oetker breddade företaget och arbetade efter idén om diversifiering för att sprida riskerna. Detta innebar utvecklingen och skapandet av dagens Oetker-koncern. August Oetker har stått för en internationalisering av företaget med satsning på nya marknader i Europa under senare år. Företagets olika delar drivs fortfarande av medlemmar ur familjen Oetker.

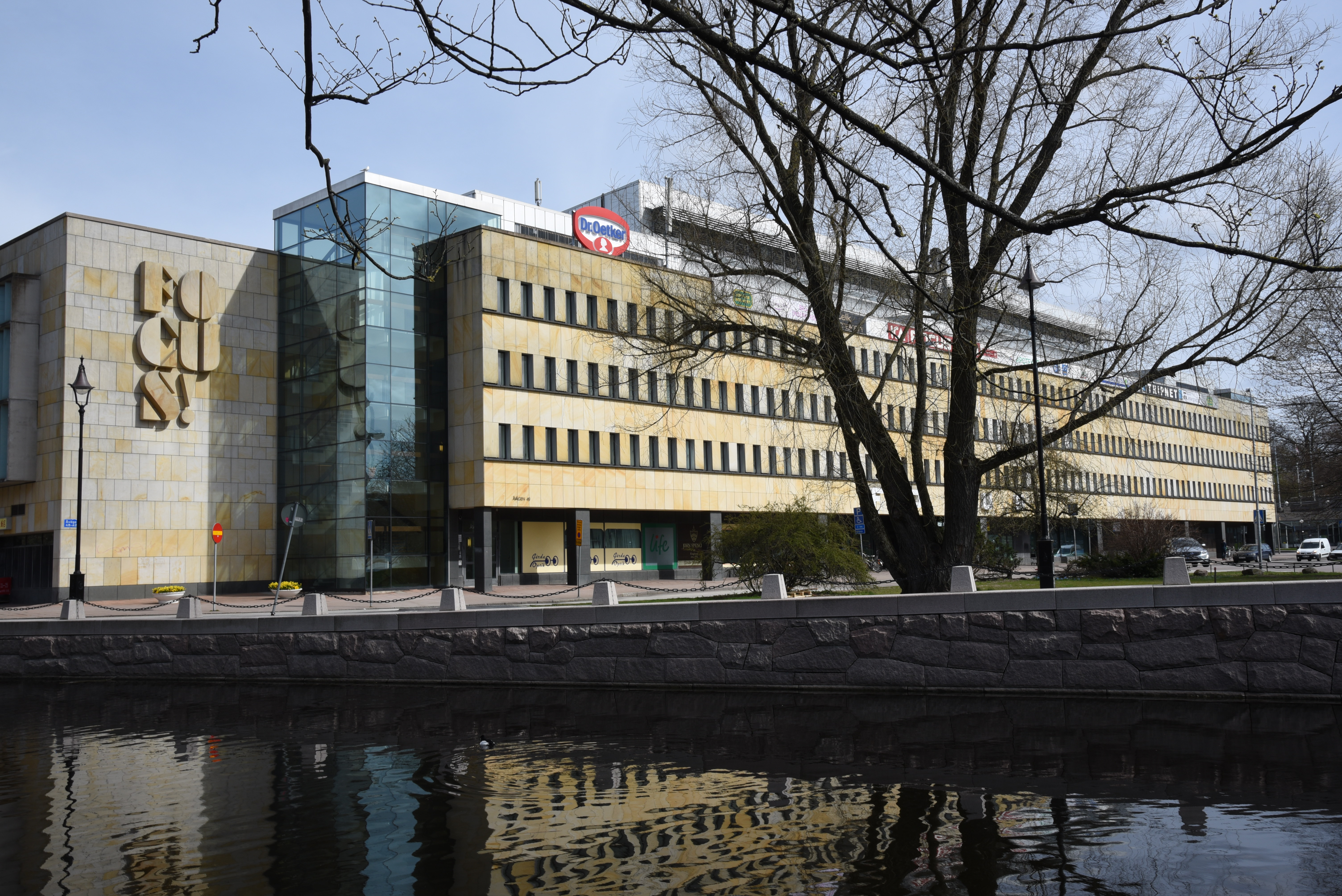
Dr. Oetkers svenska kontor i Focushuset i Göteborg.

Det svenska dotterbolaget, Dr. Oetker Sverige AB, etablerades 2003 med kontor i Göteborg.

## Personligheter
- August Oetker (1862–1918)
- Richard Kaselowsky (1888–1944)
- Rudolf-August Oetker (1916-2007)
- August Oetker (född 1944)